# Jánoshalma
Jánoshalma je mesto na Madžarskem, ki upravno spada pod podregijo Jánoshalmi Županije Bács-Kiskun.